# حجلة السفلى (بني العوام)

تعديل مصدري - تعديل

حجلة السفلى هي إحدى قرى عزلة بني الذواد بمديرية بني العوام التابعة لمحافظة حجة، بلغ تعداد سكانها 208 نسمة حسب تعداد اليمن لعام 2004.